# Virginio Ferrari
Virginio Ferrari (Pellegrino Parmense, 19 ottobre 1952) è un dirigente sportivo e pilota motociclistico italiano ritiratosi dall'attività agonistica, vincitore del campionato mondiale Formula TT nel 1987.

## Carriera

Ferrari firma autografi a Monza nel 1979.

Entra casualmente nel mondo delle corse motociclistiche, all'età di 18 anni un amico lo introdusse in un moto club milanese affinché conseguisse la licenza di pilota, all'insaputa del padre che finì per scoprirlo due anni dopo. Inizia la carriera gareggiando nella 500 km di Modena del 1973 e proseguendo con le gare di endurance fino a vincere il Trofeo Moto 1000 sul Circuito di Misano, nel 1975, a bordo della Laverda 750 SFC. Nella stessa stagione fa il suo esordio nel motomondiale prendendo parte al Gran Premi delle nazioni in Classe 500, chiuso con un ritiro. Nel 1976 passa a Suzuki, sempre in 500, conquistando un podio ed una pole position.
Assieme a Lucchinelli, Uncini e Graziano Rossi è stato il protagonista della pattuglia azzurra fra gli anni settanta e ottanta. Nel 1979 è arrivato secondo nel mondiale classe 500, preceduto da Kenny Roberts, alla guida di una Suzuki; con la stessa motocicletta vince la gara di apertura del campionato Italiano. È stato uno dei più fieri antagonisti di piloti come Agostini, Read, Sheene, e Lucchinelli. Nel 1985 ha conquistato il campionato italiano F1 con una Ducati.
Ha vinto un titolo mondiale nel 1987, con la Bimota YB4 R nella F1, categoria che ha preceduto il campionato mondiale Superbike. Nel 1992, oltre all'impegno nel mondiale Superbike, ha gareggiato nel campionato europeo Superbike laddove ha conquistato un podio e ha chiuso al settimo posto in classifica.
Dopo essersi ritirato come pilota, ha intrapreso la carriera di team manager per Ducati e Bimota nel mondiale Superbike. È stato direttore sportivo, tra gli altri, di Fogarty, Falappa, Lucchiari, Kocinski, Hodgson, Chili, Corser, Spencer e Gobert.

## Risultati in gara

### Motomondiale

#### Classe 500
| 1975 | Classe | Moto  |  |    |  |  |     |  |  |  |  |  |  |    |  |  | Punti | Pos. |
| ---- | ------ | ----- |  | -- |  |  | --- |  |  |  |  |  |  | -- |  |  | ----- | ---- |
| 1975 | 500    | Paton |  | NE |  |  | Rit |  |  |  |  |  |  | NE |  |  | 0     |      |

| 1976 | Classe | Moto   |  |  |   |    |  |  |  |  |     |     |     |    |  |  | Punti | Pos. |
| ---- | ------ | ------ |  |  | - | -- |  |  |  |  | --- | --- | --- | -- |  |  | ----- | ---- |
| 1976 | 500    | Suzuki |  |  | 3 | NE |  |  |  |  | Rit | Rit | Rit | NE |  |  | 10    | 21º  |

| 1977 | Classe | Moto   |   |     |    |   |    |   |    |    |     |     |     |     |  |  | Punti | Pos. |
| ---- | ------ | ------ | - | --- | -- | - | -- | - | -- | -- | --- | --- | --- | --- |  |  | ----- | ---- |
| 1977 | 500    | Suzuki | 6 | Rit | 30 | 2 | NE | 8 | NE | 10 | Rit | Rit | Rit | Rit |  |  | 21    | 12º  |

| 1978 | Classe | Moto   |     |     |     |    |     |    |     |   |     |    |   |    |    |  | Punti | Pos. |
| ---- | ------ | ------ | --- | --- | --- | -- | --- | -- | --- | - | --- | -- | - | -- | -- |  | ----- | ---- |
| 1978 | 500    | Suzuki | Rit | Rit | Rit | 17 | Rit | NP | Rit | 5 | Rit | 10 | 1 | NE | NE |  | 22    | 11º  |

| 1979 | Classe | Moto   |   |   |   |   |   |   |   |    |     |    |   |    |     |  | Punti | Pos. |
| ---- | ------ | ------ | - | - | - | - | - | - | - | -- | --- | -- | - | -- | --- |  | ----- | ---- |
| 1979 | 500    | Suzuki | 2 | 2 | 3 | 2 | 4 | 2 | 1 | NP | Rit | 15 | 4 | NE | Rit |  | 89    | 2º   |

| 1980 | Classe | Moto   |  |  |  |  |  |  |  |  |  |     |  |  |  |  | Punti | Pos. |
| ---- | ------ | ------ |  |  |  |  |  |  |  |  |  | --- |  |  |  |  | ----- | ---- |
| 1980 | 500    | Cagiva |  |  |  |  |  |  |  |  |  | Rit |  |  |  |  | 0     |      |

| 1981 | Classe | Moto   |  |  |    |     |    |  |     |  |  |    |  |  |  |  | Punti | Pos. |
| ---- | ------ | ------ |  |  | -- | --- | -- |  | --- |  |  | -- |  |  |  |  | ----- | ---- |
| 1981 | 500    | Cagiva |  |  | 30 | Rit | NQ |  | Rit |  |  | 19 |  |  |  |  | 0     |      |

| 1982 | Classe | Moto   |     |    |  |  |  |     |  |    |   |     |    |    |   |   | Punti | Pos. |
| ---- | ------ | ------ | --- | -- |  |  |  | --- |  | -- | - | --- | -- | -- | - | - | ----- | ---- |
| 1982 | 500    | Suzuki | Rit | 17 |  |  |  | Rit |  | 16 | 6 | Rit | NE | NE | 4 | 2 | 25    | 11º  |

| 1983 | Classe | Moto   |    |     |    |     |  |    |    |  |  |     |  |     |  |  | Punti | Pos. |
| ---- | ------ | ------ | -- | --- | -- | --- |  | -- | -- |  |  | --- |  | --- |  |  | ----- | ---- |
| 1983 | 500    | Cagiva | 15 | Rit | 11 | Rit |  | 23 | NP |  |  | Rit |  | Rit |  |  | 0     |      |

| 1984 | Classe | Moto   |     |   |     |    |   |    |   |     |     |   |   |     |  |  | Punti | Pos. |
| ---- | ------ | ------ | --- | - | --- | -- | - | -- | - | --- | --- | - | - | --- |  |  | ----- | ---- |
| 1984 | 500    | Yamaha | Rit | 8 | Rit | 14 | 7 | 22 | 9 | Rit | Rit | 4 | 6 | Rit |  |  | 22    | 10º  |

| 1985 | Classe | Moto   |  |  |  |  |  |  |  |  |  |  |  |     |  |  | Punti | Pos. |
| ---- | ------ | ------ |  |  |  |  |  |  |  |  |  |  |  | --- |  |  | ----- | ---- |
| 1985 | 500    | Cagiva |  |  |  |  |  |  |  |  |  |  |  | Rit |  |  | 0     |      |

| Legenda | 1º posto        | 2º posto            | 3º posto            | A punti      | Senza punti        | Grassetto – Pole position Corsivo – Giro più veloce |
| Legenda | Gara non valida | Non qual./Non part. | Ritirato/Non class. | Squalificato | '-' Dato non disp. | Grassetto – Pole position Corsivo – Giro più veloce |

#### Classe 250
| 1986 | Classe | Moto  |  |  |    |    |   |     |     |   |   |     |   |    |  |  |  | Punti | Pos. |
| ---- | ------ | ----- |  |  | -- | -- | - | --- | --- | - | - | --- | - | -- |  |  |  | ----- | ---- |
| 1986 | 250    | Honda |  |  | 24 | 12 | 7 | Rit | Rit | 9 | 6 | Rit | 8 | NE |  |  |  | 14    | 13º  |

| 1987 | Classe | Moto  |     |  |  |  |  |  |  |  |  |  |  |  |  |  |  | Punti | Pos. |
| ---- | ------ | ----- | --- |  |  |  |  |  |  |  |  |  |  |  |  |  |  | ----- | ---- |
| 1987 | 250    | Honda | Rit |  |  |  |  |  |  |  |  |  |  |  |  |  |  | 0     |      |

| 1989 | Classe | Moto      |  |  |  |    |    |     |    |     |    |    |    |    |    |    |  | Punti | Pos. |
| ---- | ------ | --------- |  |  |  | -- | -- | --- | -- | --- | -- | -- | -- | -- | -- | -- |  | ----- | ---- |
| 1989 | 250    | Gazzaniga |  |  |  | NQ | NQ | Rit | 28 | Rit | NQ | NQ | NQ | NQ | NQ | 27 |  | 0     |      |

| Legenda | 1º posto        | 2º posto            | 3º posto            | A punti      | Senza punti        | Grassetto – Pole position Corsivo – Giro più veloce |
| Legenda | Gara non valida | Non qual./Non part. | Ritirato/Non class. | Squalificato | '-' Dato non disp. | Grassetto – Pole position Corsivo – Giro più veloce |

### Campionato mondiale Superbike
| 1988 | Moto  |    |    |     |    |    |   |     |     |    |   |     |    |  |  |  |  |  |  |  |  |  |  |  |  |  |  | Punti | Pos. |
| ---- | ----- | -- | -- | --- | -- | -- | - | --- | --- | -- | - | --- | -- |  |  |  |  |  |  |  |  |  |  |  |  |  |  | ----- | ---- |
| 1988 | Honda | NQ | NQ | Rit | 11 | 10 | 9 | Rit | Rit | 10 | 8 | Rit | AN |  |  |  |  |  |  |  |  |  |  |  |  |  |  | 16    | 24º  |

| 1991 | Moto              |  |  |  |  |  |  |  |  |    |    |    |    |  |  |  |  |  |  |  |  |  |  |   |     |  |  | Punti | Pos. |
| ---- | ----------------- |  |  |  |  |  |  |  |  | -- | -- | -- | -- |  |  |  |  |  |  |  |  |  |  | - | --- |  |  | ----- | ---- |
| 1991 | Kawasaki e Ducati |  |  |  |  |  |  |  |  | NQ | NQ | 22 | 23 |  |  |  |  |  |  |  |  |  |  | 5 | Rit |  |  | 11    | 48º  |

| 1992 | Moto   |     |    |     |     |    |    |    |     |     |     |    |     |    |     |     |    |     |     |  |  |    |    |  |  |  |  | Punti | Pos. |
| ---- | ------ | --- | -- | --- | --- | -- | -- | -- | --- | --- | --- | -- | --- | -- | --- | --- | -- | --- | --- |  |  | -- | -- |  |  |  |  | ----- | ---- |
| 1992 | Ducati | Rit | 11 | Rit | Rit | 11 | 15 | 10 | Rit | Rit | Rit | 15 | Rit | 12 | Rit | Rit | 14 | Rit | Rit |  |  | 11 | 10 |  |  |  |  | 35    | 18º  |

| 1993 | Moto   |  |  |  |  |  |  |  |  |  |  |  |  |  |  |  |  |  |  |  |  |     |    |  |  |  |  | Punti | Pos. |
| ---- | ------ |  |  |  |  |  |  |  |  |  |  |  |  |  |  |  |  |  |  |  |  | --- | -- |  |  |  |  | ----- | ---- |
| 1993 | Ducati |  |  |  |  |  |  |  |  |  |  |  |  |  |  |  |  |  |  |  |  | Rit | NP |  |  |  |  | 0     |      |

| 1994 | Moto   |  |  |  |  |  |  |  |  |  |  |  |  |  |  |  |  |    |     |  |  |  |  |  |  |  |  | Punti | Pos. |
| ---- | ------ |  |  |  |  |  |  |  |  |  |  |  |  |  |  |  |  | -- | --- |  |  |  |  |  |  |  |  | ----- | ---- |
| 1994 | Ducati |  |  |  |  |  |  |  |  |  |  |  |  |  |  |  |  | 17 | Rit |  |  |  |  |  |  |  |  | 0     |      |

| Legenda | 1º posto        | 2º posto            | 3º posto           | A punti      | Senza punti        | Grassetto – Pole position Corsivo – Giro più veloce |
| Legenda | Gara non valida | Non qual./Non part. | Ritirato/Non class | Squalificato | '-' Dato non disp. | Grassetto – Pole position Corsivo – Giro più veloce |